# Lovčica-Trubín
Lovčica-Trubín (in ungherese Lócsakürtös) è un comune della Slovacchia facente parte del distretto di Žiar nad Hronom, nella regione di Banská Bystrica.